# یواس‌اس تاکونی (اس‌پی-۵)
یواس‌اس تاکونی (اس‌پی-۵) (به انگلیسی: USS Tacony (SP-5)) یک کشتی بود که طول آن ۸۲ فوت ۰ اینچ (۲۴٫۹۹ متر) بود. این کشتی در سال ۱۹۱۱ ساخته شد.